# Šchunat Ezra

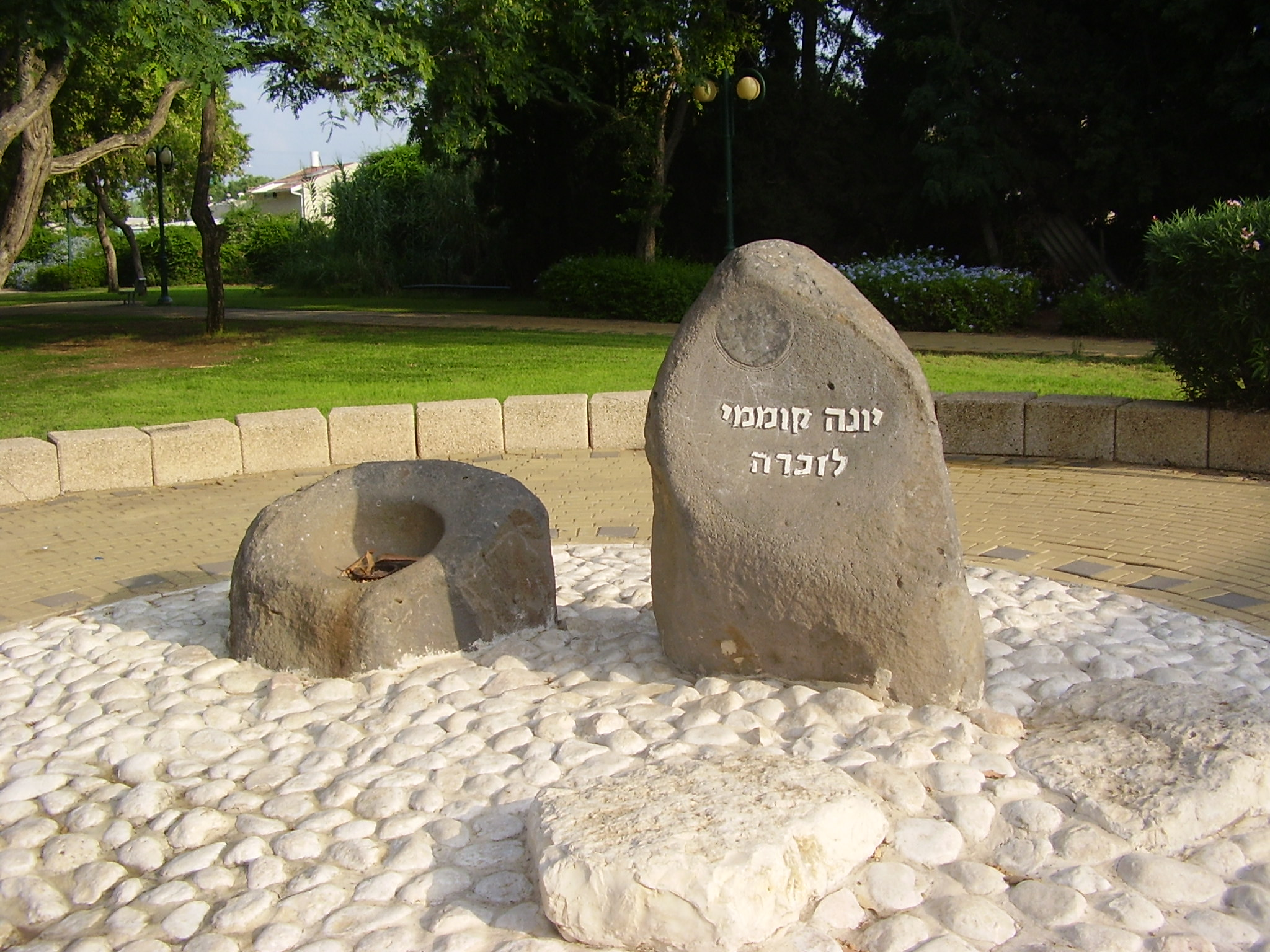
Schunat Ezra

Šchunat Ezra (hebrejsky שכונת עזרא‎, též jen Ezra, עזרא‎) je čtvrť ve východní části Tel Avivu v Izraeli. Je součástí správního obvodu Rova 9 a samosprávné jednotky Rova Darom Mizrach.

## Geografie
Leží na východním okraji Tel Avivu, cca 3 kilometry od pobřeží Středozemního moře, v nadmořské výšce okolo 20 metrů. Západně a jihozápadně od čtvrti probíhá takzvaná Ajalonská dálnice (dálnice číslo 1), která vede společně s železniční tratí a tokem Nachal Ajalon. Na severu s ní sousedí čtvrť Šchunat ha-Tikva, na východě ha-Argazim a na jihu je fragment původní zemědělské krajiny.

## Popis čtvrti
Plocha čtvrti je vymezena na severu třídou Derech Lechi, na jihu a západě Ajalonskou dálnicí a na východě ulicí Cherutenu. Zástavba má charakter husté drobné městské výstavby. V roce 2007 tu žilo 2736 lidí (údaje společné pro čtvrti Šchunat Ezra a ha-Argazim). 